# Bertrand Marchand
Bertrand Marchand (Dinan, Francia; 27 de julio de 1953-26 de agosto de 2023) fue un futbolista y entrenador de fútbol francés que jugó en la posición de defensa.

## Biografía
Bertrand Marchand fue jugador, luego jugador-entrenador y finalmente entrenador en Thouars de 1982 a 1997. Luego estuvo en el Stade Rennes (educador en el centro de formación y luego segundo entrenador) y en el Guingamp (Ligue 1), donde dirigió a los jugadores del primer equipo de 2002 a 2004.
También entrena al Club Africain y al Étoile Sportive du Sahel, club con sede en Susa, Túnez, con el que en 2007, ganó la Liga de Campeones africana y alcanzó las semifinales del Mundial de Clubes de Japón. Es el único francés hasta la fecha, tanto jugadores como entrenadores, que ha logrado esta actuación. Siguiendo este curso recibió el trofeo UNECATEF 2.
Al finalizar su contrato con el Étoile du Sahel, varios clubes del Golfo Pérsico empiezan a interesarse por este técnico, en particular el club Al Wahda Abu Dhabi, que haría cualquier cosa para ficharlo. Un segundo rumor le envía a Zamalek (Egipto), pero es finalmente en Qatar, en el club de Al-Khor donde firma por 2 años.
En junio de 2010 se convirtió en entrenador de la selección nacional de Túnez. El 15 de diciembre de 2010, la oficina federal de la FTF decide despedir a Bertrand Marchand después de dos derrotas y un empate en los partidos de clasificación para la CAN 2012.
El Raja de Casablanca anunció en septiembre de 2011 que había contratado a Bertrand Marchand por un año renovable como nuevo entrenador.
El 16 de abril de 2015, fue nombrado jefe del equipo Al Gharafa, club de fútbol qatarí con sede en Doha, por un período de un mes en sustitución de Marco Paquetá.
En marzo de 2019, el Stade Tunisien 3 se acercó a él.
En septiembre de 2019, fue nombrado nuevo entrenador del Croissant Sportif Chebbien 4.
En 2022 regresa al Club Africain.

## Carrera

### Jugador
| Periodo   | Club             |
| --------- | ---------------- |
| 1972-1980 | Rennes           |
| 1980-1982 | UES Montmorillon |
| 1982–1985 | Thouars Foot 79  |

### Entrenador
| Periodo   | Club              |
| --------- | ----------------- |
| 1985–1997 | Thouars Foot 79   |
| 1997–2002 | Rennes B          |
| 2002–2004 | EA Guingamp       |
| 2005–2007 | Club Africain     |
| 2007–2008 | Étoile du Sahel   |
| 2008–2010 | Al-Khor SC        |
| 2010      | Túnez             |
| 2011–2012 | Raja Casablanca   |
| 2012–2013 | Umm-Salal SC      |
| 2013–2015 | Al-Kharitiyath SC |
| 2015–2016 | RS Berkane        |
| 2017–2018 | Club Africain     |
| 2019–2022 | CS Chebba         |
| 2022-2023 | Club Africain     |

## Logros
- Liga de Campeones de la CAF (1): 2007
- Supercopa de la CAF (1): 2007